# Luzie Uptmoor
Luzia Katharina Bernhardine Uptmoor, genannt Luzie Uptmoor, gelegentlich auch Lucie Uptmoor geschrieben, (* 15. November 1899 in Lohne; † 30. Oktober 1984 ebenda) war eine deutsche Malerin.

## Leben

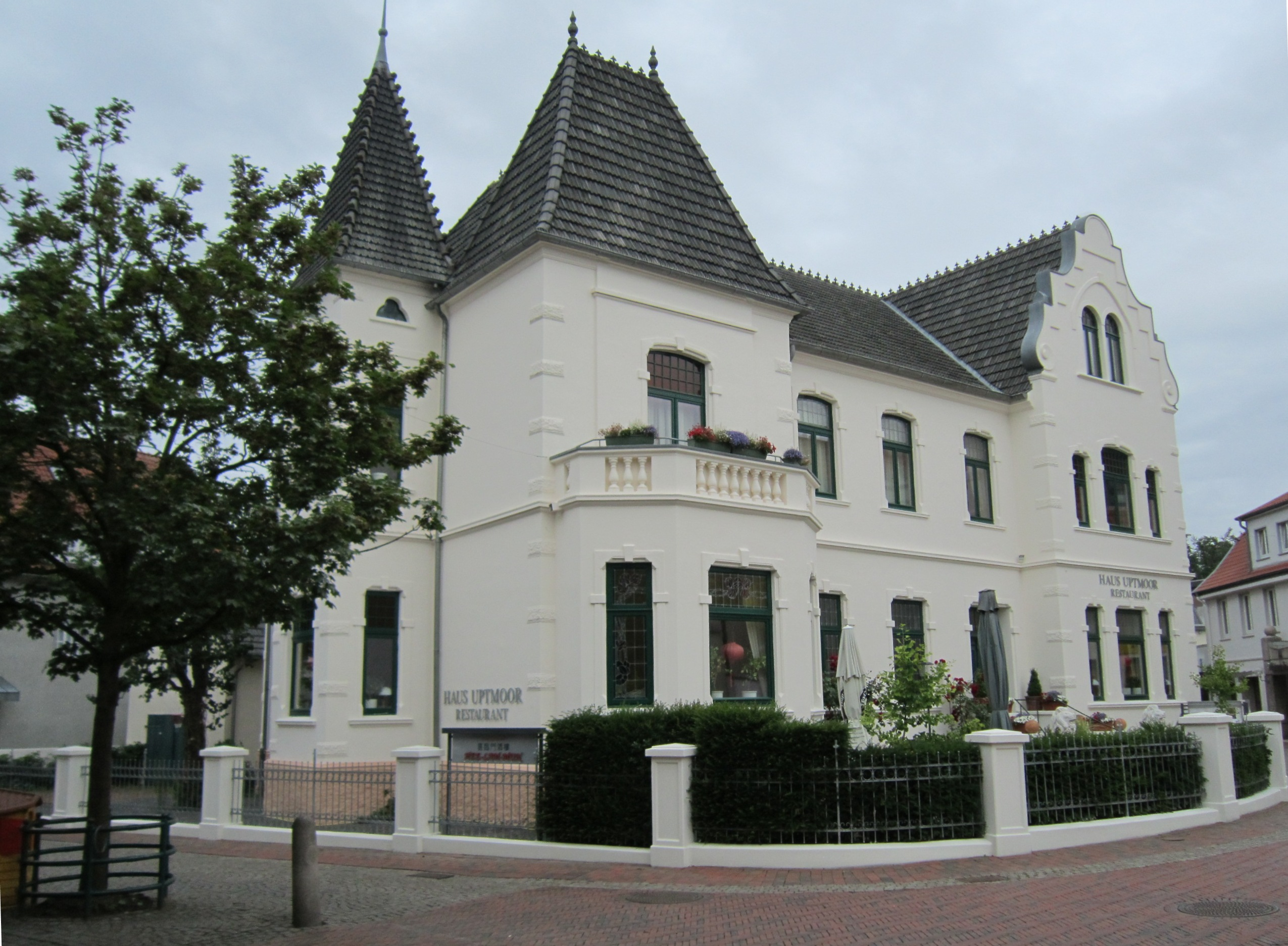
Haus Uptmoor, in dem Luzie Uptmoor ihre Kindheit und Jugend verbrachte

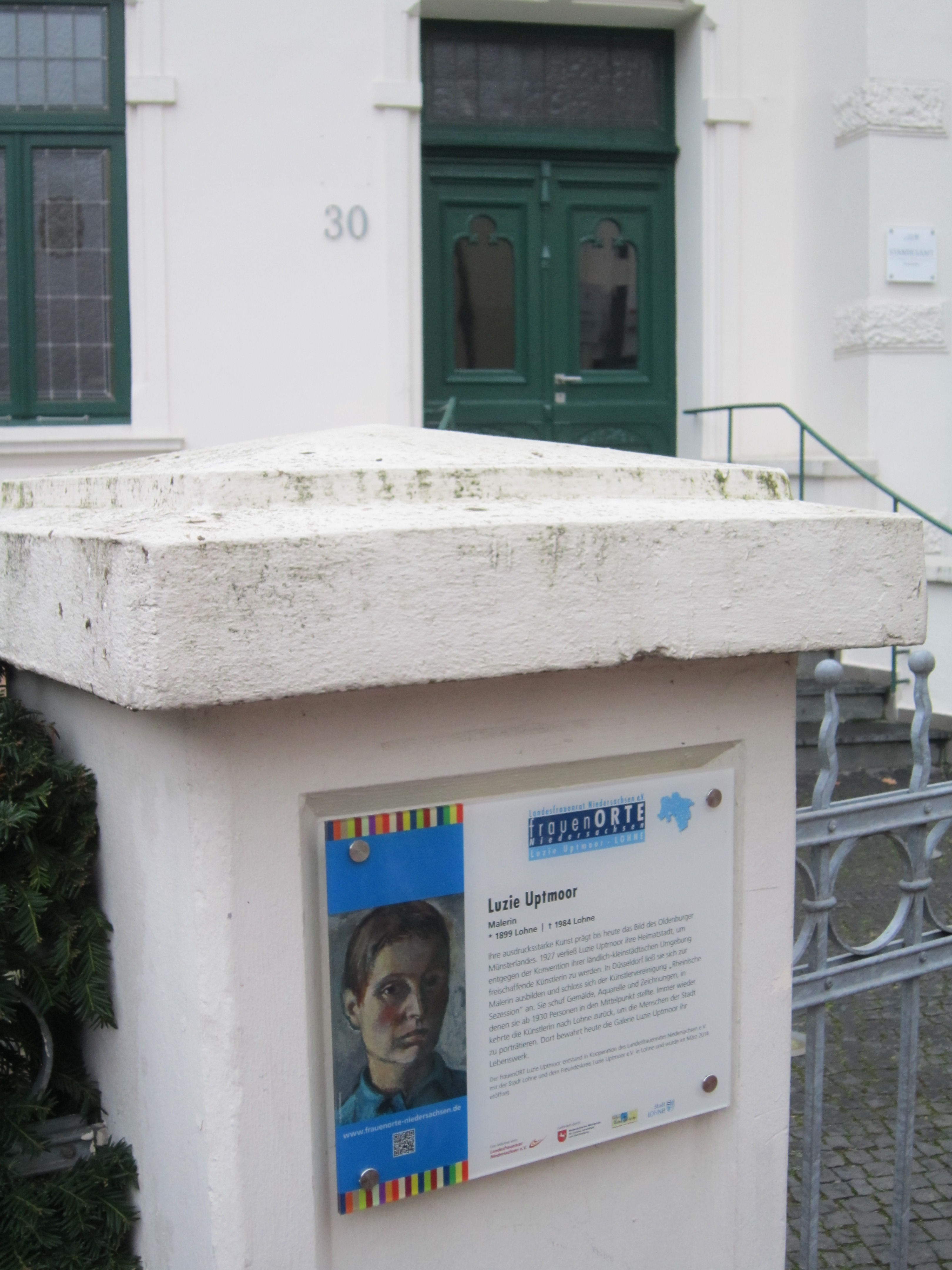
Markierung des Hauses Uptmoor als „Frauenort“

Luzie Uptmoor wurde als Tochter des Lohner Arztes Franz Uptmoor in Lohne geboren und wuchs dort auf. Nach der Volksschule besuchte sie als Pensionatsschülerin die Liebfrauenschule Oldenburg, später das Mädchenpensionat Hersel bei Bonn. In den Jahren 1917 bis 1927 lebte Luzie Uptmoor als Haustochter im elterlichen Haushalt. Dort lernte sie den aus Visbek stammenden Kunstmaler Heinrich Klingenberg kennen, der sie 1910 und den sie 1922 porträtierte.
In Lohne lernte Luzie Uptmoor 1926 den Düsseldorfer Maler und Bildhauer Peter Ludwigs, Mitglied des Kreises Junges Rheinland, kennen. Dieser bekräftigte sie in ihrem Wunsch, Malerin zu werden, und ermöglichte ihr ein Kunststudium in Düsseldorf. Ludwigs unterrichtete die junge Künstlerin und arbeitete mit ihr in demselben Atelier zusammen. Bereits im Oktober 1928 präsentierte Luzie Uptmoor in der Kunsthalle Düsseldorf im Rahmen einer „Das Junge Rheinland“ betitelten Ausstellung erste Bilder.
1928 schloss sich Luzie Uptmoor der Gruppe Rheinische Sezession an und nahm regelmäßig an deren Ausstellungen teil. Ab 1929 begleitete die Künstlerin mehrmals ihren Mentor auf längeren Reisen. In den Jahren 1934–1936 entstanden die ersten heute noch bekannten Werke Luzie Uptmoors (u. a. „Landkind – Mädchen vorm Kornfeld“). 1937 und 1943 wurde Peter Ludwigs verhaftet. Nach seinem Tod in Gestapohaft kehrte Luzie Uptmoor nach Lohne zurück.
1945 lernte sie den britischen Major Colin Norris kennen, Mitarbeiter der englischen Militärregierung in Oldenburg, später der Kreiskommandantur in Vechta. Luzie Uptmoors späterer Ehemann half ihr nach einer Schaffenskrise in den Jahren 1946 bis 1948 und dem Tod ihres Vaters (1950) und ihrer Mutter (1952) aus ihrer Lebenskrise heraus. Ab 1955 lebte die Künstlerin mit Norris in der Normandie und in Paris zusammen. Sie kehrte aber immer wieder nach Lohne zurück, um dort Porträts anzufertigen, da die Auftragsarbeiten in Frankreich allein nicht zur Bestreitung ihres Unterhalts ausreichten. Kurz nach Norris’ Tod im Jahr 1984 verstarb auch Luzie Uptmoor bei der Vorbereitung einer Ausstellung im Alten Rathaus.
Im Laufe ihres Lebens nahm Luzie Uptmoor an 21 Gemeinschaftsausstellungen und 10 Einzelausstellungen teil.
Seit dem März 2014 ist Lohne durch Uptmoor Teil der frauenORTE Niedersachsen. Frauenorte ist der Name eines Projekts des Landesfrauenrates Niedersachsen, durch das starke Frauen in Deutschland und ihr Lebenswerk als historische Vorbilder geehrt werden sollen.

## Kunstgeschichtliche Einordnung
Landschaften, Stillleben und Porträts sind Luzie Uptmoors Haupt-Sujets. Diese reflektieren ein Stück Regionalgeschichte.
Intensiv hat sich Luzie Uptmoor mit Paula Modersohn-Becker (die die Malerin als ihr persönliches Vorbild betrachtete), Oskar Moll, Max Beckmann und mit Amedeo Modigliani auseinandergesetzt, die ihren Stil geprägt haben. Diesen Stil charakterisiert Josef Giesen als „spätimpressionistisch“ mit Verfremdungseffekten in der Strichführung und der Farbgebung, wie sie für den Expressionismus typisch seien.
Genau dieser Stil wurde aber in der Zeit nach dem Zweiten Weltkrieg, wie bei vielen Malerinnen ihrer Generation, zum Problem: Luzie Uptmoor gehört zu der „verschollenen Generation“ malender Frauen, deren Karriere der Nationalsozialismus und der Zweite Weltkrieg unmöglich gemacht haben und die sich nach dem Krieg als noch immer figurativ und expressiv arbeitende Künstlerinnen von ihren abstrakt malenden männlichen Kollegen abgelehnt sahen. Insbesondere war die in der „Rheinischen Sezession“, deren Stil Luzie Uptmoor sich verpflichtet fühlte, vorherrschende Maltechnik durch die überwiegend abstrakten Techniken der „Neuen Rheinischen Sezession“ abgelöst worden, welche sich im Rheinland 1949 zusammengeschlossen hatte. Ab 1950 orientierte sich Luzie Uptmoors Stil Giesen zufolge an der Neuen Sachlichkeit, indem ihre Werke stärker skizzenhaften Charakter annahmen.
So verwundert es nicht, dass im Jahr 1955 ein Versuch Luzie Uptmoors scheiterte, von der städtischen Liegenschaftsverwaltung Düsseldorf als Künstlerin einen Atelierraum zugewiesen zu bekommen.
Im Ergebnis sind Luzie Uptmoor und ihr Werk außerhalb des ehemaligen Landes Oldenburg immer noch relativ unbekannt. Eines ihrer Werke kann während der Öffnungszeiten der Kirche St. Gertrud in Lohne im Durchgang unter dem Turm betrachtet werden: In einer Gebetsnische auf der linken Seite vor dem Eingang in das Kircheninnere befindet sich ihr Marienbild von der „Immerwährenden Hilfe“.

## Bekannte Werke
- Mädchen im orangefarbenen Trägerkleid (1930er Jahre)
- Mädchen am Hühnerzaun (1932–1935)[11]
- Alte im Korbstuhl (1933)
- Bauernmahlzeit (1935/36)
- Landkind – Mädchen vorm Kornfeld (1935/36)
- Blick auf den Lohner Markt mit St. Gertrud (1940er Jahre)
- Selbstbildnis mit zurückfliegendem Haar (1940–1943)
- Sitzendes Mädchen mit blauem Trägerrock (1944)
- Blick aus dem Atelier im Winter (1945/46)
- Selbstbildnis mit braunem Kleid (um 1960)[12]
- Landschaft in der Normandie (1960er Jahre)
- Pfarrhaus von St. Gertrud in Lohne (1970er Jahre)
- Wasserburg Hopen bei Lohne (1970er Jahre)
- Selbstbildnis mit Palette (1982)

## Rezeption
In einem Nebengebäude des Industriemuseums Lohne befinden sich die Ausstellungsräume des „Freundeskreises Luzie Uptmoor“ mit einer Dauerausstellung von Werken der Künstlerin. Zum Februar 2014 wurde der 21. frauenORT Niedersachsen Luzie Uptmoor gewidmet.